# Solomon Hill
Solomon Jamar Hill (Los Angeles, 18 marzo 1991) è un cestista statunitense, professionista nella NBA.

## Carriera

### NCAA (2009-2013)
Hill trascorre quattro stagioni con gli Arizona Wildcats, chiude il suo anno in Arizona con oltre 13 punti in 33 minuti di utilizzo medio.

### NBA (2013-)

#### Indiana Pacers (2013-2016)
Il 27 giugno 2013 è stato chiamato nel Draft NBA dagli Indiana Pacers con la 23ª scelta assoluta. Nella sua stagione da rookie Hill giocò 28 partite, senza mai partire titolare, venendo spedito in 2 occasioni a giocare in D-League nei Fort Wayne Mad Ants (franchigia affiliata ai Pacers).
Il secondo anno invece, a causa del grave infortunio accorso a Paul George in nazionale, giocò tutte le 82 partite della squadra, partendo titolare in 78 occasioni.
L'anno successivo, col ritorno di Paul George dall'infortunio, Hill tornò a essere la sua riserva.

#### New Orleans Pelicans (2016-2019)
Il 22 luglio 2016 firmò un quadriennale da 52 milioni con i New Orleans Pelicans. Contratto che fu molto criticato (ritenuto uno dei 10 peggiori della free agency del 2016) in quanto Hill non rese mai secondo le aspettative, anche penalizzato da alcuni problemi fisici.

## Statistiche

### College
| Anno      | Squadra          | PG  | PT  | MP   | TC%  | 3P%  | TL%  | RP  | AP  | PRP | SP  | PP   |
| --------- | ---------------- | --- | --- | ---- | ---- | ---- | ---- | --- | --- | --- | --- | ---- |
| 2009-2010 | Arizona Wildcats | 31  | 21  | 25,3 | 49,0 | 22,2 | 70,5 | 4,4 | 1,7 | 0,6 | 0,1 | 6,7  |
| 2010-2011 | Arizona Wildcats | 38  | 38  | 25,2 | 48,6 | 35,4 | 78,0 | 4,7 | 1,7 | 0,8 | 0,2 | 8,0  |
| 2011-2012 | Arizona Wildcats | 35  | 35  | 32,4 | 50,0 | 38,9 | 72,4 | 7,7 | 2,6 | 1,0 | 0,5 | 12,9 |
| 2012-2013 | Arizona Wildcats | 35  | 35  | 33,0 | 45,8 | 39,0 | 76,6 | 5,3 | 2,7 | 1,1 | 0,6 | 13,4 |
| Carriera  | Carriera         | 139 | 129 | 29,0 | 48,1 | 37,5 | 74,5 | 5,6 | 2,2 | 0,9 | 0,4 | 10,3 |

### NBA

#### Regular Season
| Anno      | Squadra           | PG  | PT  | MP   | TC%  | 3P%  | TL%  | RP  | AP  | PRP | SP  | PP  |
| --------- | ----------------- | --- | --- | ---- | ---- | ---- | ---- | --- | --- | --- | --- | --- |
| 2013-2014 | Indiana Pacers    | 28  | 0   | 8,1  | 42,5 | 30,4 | 85,7 | 1,5 | 0,4 | 0,2 | 0,1 | 1,7 |
| 2014-2015 | Indiana Pacers    | 82  | 78  | 29,0 | 39,6 | 32,7 | 82,4 | 3,8 | 2,2 | 0,8 | 0,2 | 8,9 |
| 2015-2016 | Indiana Pacers    | 59  | 3   | 14,7 | 44,7 | 32,4 | 85,7 | 2,8 | 1,0 | 0,6 | 0,2 | 4,2 |
| 2016-2017 | N.O. Pelicans     | 80  | 71  | 29,7 | 38,4 | 34,8 | 80,5 | 3,8 | 1,8 | 0,9 | 0,4 | 7,0 |
| 2017-2018 | N.O. Pelicans     | 12  | 1   | 15,6 | 26,8 | 19,0 | 50,0 | 3,0 | 1,8 | 0,6 | 0,1 | 2,4 |
| 2018-2019 | N.O. Pelicans     | 44  | 15  | 20,0 | 38,2 | 31,7 | 71,9 | 3,0 | 1,3 | 0,5 | 0,2 | 4,3 |
| 2019-2020 | Memphis Grizzlies | 48  | 3   | 18,8 | 41,2 | 38,1 | 68,4 | 3,0 | 2,0 | 0,6 | 0,1 | 5,7 |
| 2019-2020 | Miami Heat        | 11  | 1   | 17,0 | 31,1 | 29,2 | 87,5 | 1,9 | 0,9 | 1,1 | 0,5 | 4,5 |
| 2020-2021 | Atlanta Hawks     | 71  | 16  | 21,3 | 35,9 | 32,1 | 76,1 | 3,0 | 1,1 | 0,7 | 0,2 | 4,5 |
| 2021-2022 | Atlanta Hawks     | 13  | 1   | 10,7 | 15,0 | 15,4 | -    | 1,8 | 0,9 | 0,3 | 0,2 | 0,6 |
| Carriera  | Carriera          | 448 | 189 | 21,5 | 38,8 | 33,1 | 79,7 | 3,1 | 1,5 | 0,7 | 0,2 | 5,5 |

#### Play-off
| Anno     | Squadra        | PG | PT | MP   | TC%  | 3P%  | TL%  | RP  | AP  | PRP | SP  | PP  |
| -------- | -------------- | -- | -- | ---- | ---- | ---- | ---- | --- | --- | --- | --- | --- |
| 2014     | Indiana Pacers | 1  | 0  | 1,0  | 0,0  | 0,0  | 0,0  | 0,0 | 0,0 | 0,0 | 0,0 | 0,0 |
| 2016     | Indiana Pacers | 7  | 0  | 28,3 | 45,2 | 57,9 | 93,8 | 4,0 | 1,1 | 0,3 | 0,0 | 7,7 |
| 2018     | N.O. Pelicans  | 9  | 0  | 12,7 | 36,0 | 37,5 | 90,0 | 1,9 | 0,8 | 0,1 | 0,1 | 3,7 |
| 2020     | Miami Heat     | 7  | 0  | 6,0  | 55,6 | 33,3 | -    | 1,0 | 0,4 | 0,1 | 0,0 | 1,7 |
| 2021     | Atlanta Hawks  | 14 | 3  | 10,4 | 25,0 | 16,7 | 50,0 | 1,4 | 0,2 | 0,1 | 0,1 | 1,2 |
| Carriera | Carriera       | 38 | 3  | 13,2 | 38,2 | 37,3 | 86,7 | 1,9 | 0,6 | 0,2 | 0,1 | 3,1 |